# Elisabet Engdahl
Britt Elisabet Engdahl, född 10 april 1949 i Stockholm, är en svensk språkvetare och professor i svenska språket vid Göteborgs universitet. 
Efter studier vid Uppsala universitet fick hon stipendium från Sverige-Amerikastiftelsen och blev doktorand vid University of Massachusetts-Amherst. Hon disputerade 1980 på en avhandling om svenska frågesatser under handledning av Barbara Partee. Hon var därefter Sloan post-doctoral fellow in Cognitive Science vid Stanford University, research fellow vid Max-Planck-Institutet för psykolingvistik i Nijmegen, forskarassistent vid Lunds universitet och assistant professor vid University of Wisconsin-Madison. 1986–95 verkade hon vid Centre for Cognitive Science (ingår numera i School of Informatics) vid University of Edinburgh. 
Engdahl var ledamot av Rådet för humaniora och samhällsvetenskap vid Vetenskapsrådet under perioden 2004–09 och från 2011 ledamot av Rådet för forskningens infrastruktur. 2007–2012 ingår hon i styrgruppen för Center for Advanced Study in Theoretical Linguistics (CASTL) vid Universitetet i Tromsø. 2008 blev hon invald i Kungliga Vitterhets Historie och Antikvitets Akademien och 2010 i Kungl. Vetenskaps- och Vitterhetssamhället i Göteborg. År 2012 utsågs hon till hedersdoktor vid humanistiska fakulteten vid Lunds universitet.
Engdahls forskning är inriktad mot syntax och semantik, särskilt i de nordiska språken. Hon ingår i ett nätverk av nordiska forskare som studerar syntaktisk variation, ScanDiaSyn.  Hennes namn förknippas även med upptäckten av så kallade parasitiska luckor (parasitic gaps).